# Verwaltungsgemeinschaft Tiefenbach
Die Verwaltungsgemeinschaft Tiefenbach liegt im Oberpfälzer Landkreis Cham und wird von folgenden Gemeinden gebildet:
- Tiefenbach, 1876 Einwohner, 45,84 km²
- Treffelstein, 987 Einwohner, 20,86 km²

Sitz der Verwaltungsgemeinschaft ist Tiefenbach.